# 阿图尔·叔本华
阿图尔·叔本华（德語：Arthur Schopenhauer；1788年2月22日—1860年9月21日），德国哲学家，唯意志论主義的開創者，其思想對近代的學術界、文化界影響極為深遠。不同于同時代的费希特、谢林、黑格尔，叔本華並無取消物自体，他继承了康德对物自体和表象之间的区分，認為它是可以透过直观而被认识的，並且將其确定為意志。叔本華認為，意志是独立于时间和空间的，它同時亦包括所有的理性與知识，我們只能透過沉思來擺脫它。叔本華把他著名的悲观主义哲學與此学说联系在一起，认为被意志所支配最终只會帶來虚无和痛苦。他对心灵屈从于器官、欲望和冲动的压抑、扭曲的理解啓發了日後的精神分析学和心理学。

## 生平
1788年2月22日，阿图尔·叔本华生于波蘭立陶宛聯邦但泽（今波蘭共和国格但斯克）。父亲海因里希·弗洛里斯·叔本华是一名富商，母亲约翰娜·叔本华是当时颇有名气的作家。其父在其早年投水自杀，叔本华将之归罪于其母亲，加上生活方式的冲突，叔本华一生和母亲交恶。
叔本华早年在英国和法国接受教育，能够流利使用英语、意大利语、西班牙语等多种欧洲语言和拉丁语等古代语言。他最初被迫选择经商以继承父业，在父亲死后他才得以进入大学。1809年他进入哥廷根大学最初攻读医学，但後來把兴趣转移到了哲学。1811年時，他在柏林学习了一段时间，並在那時起对费希特和施莱尔马赫产生了浓厚的兴趣。他以《论充足理由律的四重根》获得了博士学位。歌德对此文非常赞赏，同时发现了叔本华的悲观主义倾向，告诫说：如果你爱自己的价值，那就给世界更多的价值吧。叔本華將柏拉图奉若神明，視康德為一個奇蹟，对这两人的思想相当崇敬。但厌恶后来费希特、黑格尔代表的思辨哲学。
1814年至1819年间，在理智的孤独中完成了他的代表作品《作为意志和表象的世界》，这部作品受到了印度哲学的影响，被认为是首部将东西方思想融合的作品，但发表后无人问津。叔本华这么说他的这本书：「如果不是我配不上这个时代，那就是这个时代配不上我。」但凭这部作品他获得了柏林大学编外教授的资格，在这里的一件著名的事情是他选择与自己认为是沽名钓誉的诡辩家的黑格尔同一时间授课。但黑格尔当时正处于他声名的顶峰，叔本华自然没能成功，很快他的班上就只剩下两三个人，最后一个也不剩了。
1831年8月25日，柏林爆發大型霍乱，叔本華本來打算與當時的愛人一同離開柏林，後來對方以照顧家人為由拒絕了他，二人最終分道揚鑣，叔本華獨自逃離柏林。同年11月14日黑格尔因霍乱死于柏林。
在大学受挫之后，他於1833年移居法兰克福，并在那儿渡过了最后寂寞的27年。1837年，他首度指出康德《纯粹理性批判》一书第一版和第二版之间的重大差异。之后他出版了多种著述，1841年出版了《论意志的自由》和《论道德的基础》两篇论文的合集，第一篇是挪威皇家科学院的有奖征文；第二篇是丹麦科学院的有奖徵文，于是他郑重的说明，第一篇论文获科学院褒奖，第二篇未获科学院褒奖，在之后的书中他一再对丹麦科学院冷嘲热讽，在他成名后，丹麦科学院也成了一时间的笑柄。但这本书也几乎无人问津。1844年，在他坚持下，《作为意志和表象的世界》出了第二版。第一版此时已早已绝版，且未能引起评论家和学术界丝毫兴趣，第二版的购者结果也寥寥无几。1851年，他完成了对《作为意志和表象的世界》的补充与说明，结果就是这篇以格言体写成的《附录与补遗》使他获得了声誉，使他瞬间成了名人。有人写了《叔本华大辞典》和《叔本华全集》，有人评论说他是具有世界意义的思想家。
1859年，《作为意志和表象的世界》的第三版引起轰动，叔本华称「全欧洲都知道这本书」，他在第三版序言中写道：「当这本书第一版问世时，我才30岁，看到第三版时却不能早于72岁。总算我在彼德拉克的的名句中找到了安慰：『谁要是走了一整天，傍晚走到了，那也该满足了。』」叔本华在最后的十年终于得到了声望，但仍然过着獨居的生活，陪伴他的只有數隻貴賓犬，其中，以梵文「Atman」（意為「靈魂」）命名的一隻最為人熟悉。1860年，叔本华因肺炎恶化去世，他在遗言中说：「希望爱好我哲学的人，能不偏不倚地，独立自主地理解我的哲学。」
作为一个著名的悲观主义者，他的生活却非完全隐遁。但在某方面他確为性情中人：他谈过恋爱，亦曾被人称赞其为诙谐且能侃侃而谈。
叔本華脾氣火爆，對人類深惡痛絕，對其他動物卻很有愛心。他曾因為瘋狂的髮型、過時的衣著、坐在路邊的長椅上對著自己養的小狗痛罵人性的醜惡而被路人嘲笑他有精神病。他尤其討厭愚昧的人和噪音製造者（見〈論噪音〉），甚至還曾因為噪音問題而跟一位四十七歲的鄰居女裁縫爭執，將她推下樓，導致對方的手臂終身傷殘，叔本華被一狀告上法庭，雙方對簿公堂長達五年，最終法官判該名女裁縫勝訴，先處叔本華罰金三百個塔勒，並勒令叔本華每年必須支付她六十個塔勒，季繳。二十年後，該名女裁縫終於死了，叔本華在其賬本上記下： 「老妇逝，重负释」（Obit anus, abit onus）。

## 哲学

### 充足理由律的四重根
这篇博士论文写于1813年，当时叔本华25岁。在1847年被重新修订过一次。
充足理由律可以被概括地表达为：「任何事物都有它之所以如此的理由，或者说任何事物皆可被解释」。
叔本华首先对充足理由律的本质作出了描述，他说在他之前这条定律的被不明其理的人们滥用了，从而常常使人陷入谬误和混乱。在他看来，充足理由律的两种基本性质被混淆了，一是将它用于判断，即判断为真的理由，其次是将它用于对象的变化，即事物变化的原因，这两者实质上是不同的。事实上，叔本华认为充足理由律有四种不同的意义，即一切表象都可以从四个层次上进行解释，从而将这四种意义比喻为“四重根”。
充足理由律在叔本华那里具有一种先验的地位，即它是不能证明的。叔本华认为康德等人试图证明它是徒劳无功的，因为为了证明一个特定命题，就必须假定一个给它正确的理由，而这个理由却正是充足理由律。为了证明它，就必须假定它成立，所以证明这个命题将陷入不可避免的循环论证。他的这种思想在一定程度上影响了维特根斯坦。此外叔本华将充足理由律和矛盾律、同一律、排中律并列，把它看成第四个思维规律。

### 四重根
叔本华认为充足理由律的四种不同表现形式分别是：因果律，逻辑推论，数学证明，行为动机。这四种形式并不作为证明充足理由律的原因，而是充足理由律在这四者中表现其自身。
叔本华认为因果律只作用于表象之间而和物自体没有丝毫联系，而且一切表象间都受到因果律影响，任何事物的变化都有其先前的一个原因。像上帝这样一个不动的动者或者不存在的东西进入存在被叔本华认为是绝对不可能的。基于这个立场，叔本华既是个坚定的无神论者又是一个完全的宿命论者。
逻辑真理的成立必然存在一个先验的、在它之前的真理，这是充足理由律的表现形式的第二个形式。叔本华将引导至真理的途径分为逻辑的，经验的，先验的，超验的。这四种理由和根据证明真理本身的同时也表现了充足理由律。
因果律中的表象被认为是时间和空间中纯粹直观的表象，而时间和空间本身是在对表象观察中被感性地连续知觉到的表象，两者间的本质区别是物质。这里叔本华沿用了康德的看法，时间和空间分别对应于数学和几何。时空中的表象是数学证明的前提而不是它可证明的依据。
人的行为动机被叔本华认为是充足理由律第四种形式。也就是说，人的每一个行为必有其动机上的原因，并从动机上得到解释。事实上这一看法引出了他的另一部著作《作为意志和表象的世界》，也奠定了它的伦理学说。

### 批判康德哲学
叔本华对康德是充满赞美之情的。在对康德哲学批判的附录标题上，他引用了伏尔泰的话：「真正的天才可以犯错而不受责难，这是他们的特权」。
叔本华认为康德的最大功绩不是他的认识论，而在于他划分了表象和物自体之间的区别。他认为康德错误地假定知觉包括想象，将直观和思维混淆起来。康德构造了将感性直观和知性十二范畴共同构成经验对象的理论。叔本华發現若按照这种理论，表象世界就成了既是直观又是思维，既非直观又非思维的东西。而且这样一来动物要么就具有思维，要么就连外在世界的表象也没有了，这显然是不合情理的。
在康德那里，因果律是先验的，所有的经验知觉都是处于主观之上，不可能区别或认识物自体。而叔本华认为仅用直观我们就能获得经验对象。关于物自体的知识，是通过理智这种内在感觉而获得的，它只在时间的形式中被认识。
康德区分了现象世界（我们所感知的世界）和本质世界（事物本身的世界）。他认为我们只能通过感官经验现象世界，无法直接接触到本体世界。叔本华同意这种区分，但他补充说，每个个体都会将自己视野的限制视为世界的界限。此外，虽然康德认为现象世界和本质世界是分开的，但叔本华认为它们不是两个不同的现实，而是同一世界的两个方面。他认为这个世界可以被体验为意志（内在的现实）和表象（外在的外貌）。

### 作为意志和表象的世界
叔本华建议读这本书的前提是《纯粹理性批判》、《论充足理由律的四重根》以及他对康德哲学的批判。更确切的说，这本书的主旨是作为表象但最终作为意志的世界，而不是将两者并列的。在这本书中，叔本华试图解决康德哲学遗留下的难题。和费希特、谢林、黑格尔等人取消物自体的做法不同，叔本华保留了物自体，并将其定义为意志。所以这整部书都是为了阐述这一思想的，他从写下这本书到去世为止坚信自己已经解决了世界之謎。
这本书分为四个部分，第一部分重新诠释了充足理由律，解释为什么现象世界必须透过充足理由律来了解；第二部分提供了意志显现的细节，它是一种既不满足又不停止，盲目的冲动，要求人从自身存在本质即欲望之中解放出来；第三部分试图透过对自然和生命的审美，即艺术中获得一种短暂的慰籍；第四部分以伦理学和禁欲主义的形式提供一种可能获得拯救的方式。
对于叔本华而言，世界分为两部分：一方面是表象，一方面是意志。主体是认识一切而不被任何事物所认识的，是世界的支柱，我们每个个人正是这样一个主体。而客体则是我们透过先验的时空范畴去认识的事物，比如我们的身体。主体和客体共同构成作为表象的世界，故而是不可分的。叔本华认为人们的先天认识只有时间、空间和因果律，而这些东西都只在表象间发挥作用、形成联系，和意志本身无关。感性、知性和意志之间不存在因果关系。所以一切表象的存在都是意志的客体化。他认为一切表象的存在源于两种完全不同的形式，其一是感性和知性，其二是意志。
人的一切行为是由意志活动和行为活动两方面构成的，在叔本华看来两者是具有同一性的。这里好像他犯了个错误，即我们通常认为想做某件事和去做某件事有着不可逾越的鸿沟，是完全不同的两码事，这是曲解了叔本华关于意志的定义。在叔本华看来，意志活动不是感性和知性，即思考过程的那种活动，因为这种活动属于表象，和物自体即意志无关。意志只在行为活动中使自己现身，事实上它应该被理解为某种无法抑制的冲动，确切的说是盲目的冲动，某种非理性的欲求。我们所有的行为都是这种盲目的冲动，一切表象中的活动只是使我们感觉自由的假象。意志是一种不能被克服的东西，我们每一行为都是意志的现身。
对于那些非生命体，纯粹物理的对象，意志似乎并不存在，但叔本华驳斥了这种观点。他认为在无机的自然中，意志在普遍的自然力中使自己获得客体化。就象人类行为一样，意志就在那往下掉落的石头中使自己现身。这样，作为意志最终呈现的问题被解决了，这一形而上学的概念就在无处不在又漫无目的永不满足的力中使得自己现身。意志实质上在叔本华那里就是控制我们所处的表象世界的外在因素。

### 美学
叔本华是个涉猎广泛的美学家，他对音乐、绘画、诗歌和歌剧等等都有研究。他把艺术看作是解除人类存在的痛苦一个可能途径。在《作为意志和表象的世界》第三部分，他对柏拉图表示了敬意，在这里他讨论了艺术以及艺术的积极意义。他认为艺术是独立于充足理由律之外的表象，所以它能摆脱意志无处不在的诉求。而这种艺术的表象和柏拉图的理念论有相似之处。
柏拉图的理念论是为了解释这样一个问题：我们遇到的各种事物中，有些事物与另一些如此相似，如果不是因为它们的个体性就几乎分辨不了。于是就有了共相和殊相的问题，在柏拉图看来，只有理念是永恒的，而经验世界是处在不断变化中的。叔本华意识到柏拉图的理念论和康德的物自体有异曲同工之妙，康德认为知识只是在认识表象而不是自在之物，柏拉图认为我们认识的经验世界不是真正的认识对象，只有理念才有意义。
叔本华借鉴了他们两者的思想。康德的物自体不能被完全认识但能被直接认识。意志作为自在之物，不从属于时间、空间和因果律，因此不是个体化地被认识。柏拉图的理念则可以在作为意志的客体化在客体化的对象中被找到。所以一切艺术就是对理念的直接把握，是理念的一个具体显示。这种把握和显示同样具有一种绝对的普遍性和超时间或空间的本质，所以它就具有这样一种能量，能将人类从永不休止的欲求中解脱出来。于是美也就具有了极高的价值。艺术家作为天才，可以把握殊相中的共相，通过理念把现象和意志相分离，这种能力的价值是不言而喻的。
叔本华认为艺术品具有一种超时间的本质，而音乐同时具备超时间和超空间的本质，所以音乐不只是对理念的复制，它还更接近意志其本身，所以它也就具有一种更高的价值。对叔本华来说，音乐和表象世界几乎是并列的存在。但这种美都只能使人们从意志那里得到暂时的解脱，因为这种对于美的诉求只能使人陷入意志其本身的陷阱中去，所以它仍然具有一定的局限性。

### 伦理学
叔本华认为伦理学是很简单的一门学科，他从人类行为的动机出发探讨人类道德的基础。叔本华认为人类行为的动机可以分成三种：希望自己快乐，希望眾生痛苦，希望眾生快乐。他将这三种动机分别概括为利己、恶毒、同情，其中利己和恶毒是非道德的推动力，只有基于同情是真正的道德行为。
叔本华认为很多表面上的道德行为都是出于利己的目的而做出的，其中最重要的两个原因是个人名誉和法律规范。出于个人名誉的道德行为其目的隐含着满足自己的意欲，希望自己获得他人的敬意从而产生心理上的满足。而迫于法律规范的道德行为则是为了规避法律惩罚，免于自己受到损失而做出的。这些行为在叔本华看来是没有真正道德意义的。出于这种目的的极端形式是：一切都是我的，别人什么都没有。基于这个原因的庸俗情况就是我们常看到的，那些为了生理需求上的诸如食欲、性欲以及舒适等等要求而发展出来的极端不道德行为。
第二种非道德的动机是恶毒，它的目的是希望眾生痛苦。叔本华认为恶毒是无处不在的，但一般它的程度都是轻微的，普遍表现为彼此之間的漠视和反感。人类用礼貌和聪明来掩饰这一动机，所以背后的恶意中伤和谣言诽谤便相当常见。恶毒的两大根源是嫉妒和幸灾乐祸，嫉妒是與生具来无法摆脱的卑劣人性，因为嫉妒的东西本应是受到敬佩和感动的。而幸灾乐祸可以说是恶毒的普遍现身，叔本华认为没有比幸灾乐祸在道德上更一无是处的了。出于恶毒的极端形式是：尽其所能地伤害眾生，一切残忍的行为都只是将幸灾乐祸付诸实施的行径。
叔本华认为一切的非道德行为都能由以上两种动机中推导出来。
叔本华认为真正的道德是非常稀有的，真正有道德的人也是万中无一，他说我们会对那些道德行为产生敬意正说明了那些道德行为与众不同，是不可思议的。他引用了卢梭的话说：「人们不会对比自己幸福的人产生同感，而只会对比我们不幸的人感同身受。」即我们的直接同感只局限于对眾生的痛苦，而不是安逸。因此，同情实质上是对眾生痛苦的感同身受，也就是将眾生与自己视为一体。从同情出发，直到高尚无私，慷慨大量，一切对于美德的赞美词汇都出于此而没有其他。
叔本华将从同情出发的伦理学基本原则定为：不伤害眾生，尽能力去帮助眾生，其对应的两大基本美德是公正和仁爱。公正表现了同情的否定性质，即不能忍受眾生受苦，迫使自己至少不去伤害眾生。而仁爱则表现为同情心的肯定作用，它比公正更高一个级别，即看见眾生痛苦，就象自己受苦，从而使自己去帮助一切眾生。叔本华认为这两者都是极端罕见的，但又确实存在，即使再没有道德的人也无法否认公正和仁爱这两者。

### 心理学
由于一切行为的动机都出于利己、恶毒、同情这三點，所以一个人的道德程度就可以看成这三者在他的性格中的比例。同情在这三者中所佔比例越大，则一个人的道德程度越高。叔本华认为这三者的比例在一个人的性格中无法改变，他对这个观点的论证是从人类的普遍态度出发的。对于一个过去犯过错的坏人，人们就对他永远不抱有信任的态度；一个被认为是好人的人，无论做了什么错事总能受到人们信任；攻击对方时，我们都攻击他人的性格而不是事件本身，因为性格被认为是无法改变的东西，例如常说的：江山易改，本性难移。叔本华认为一切事物都是先有本质，再有本质的发挥，所以一切行为都是出自我们个人的自由被他认为是绝对不可能的事情。
叔本华认为对于道德基础，也就是同情心的起源论证是最困难的问题。由于同情心的本质是对眾生痛苦的感同身受，也就是认为眾生與我本无差异。在利己和痛苦主义者看来，眾生和自我之间存在一种绝对的差别，这是他们和富有同情心的人根本上的不同。所以道德的起源也就是看透眾生和自我之间的无差异性，這即是同情的基石，也是道德的基石。展开而去，就是认识到万物间的无差异性，这里叔本华对道德起源的论证存有一种神秘主义倾向（万物一体），和中国的庄子的齐物思想以及印度的佛教的眾生皆平等在本质上有共同之处。

## 世界观
叔本华的悲观主义有时被解释是受他的家庭环境因素而造成的。他的父亲易怒而忧郁，他的母亲自私而冷漠，但这不是从他的哲学层面上来探討的。
叔本华的形而上学构建于两个基础概念之上：一是表象和意志虽然是同一的，并且共同构成世界，但意志是决定性的，任何表象都只是意志的客体化；二是意志永远表现为某种无法满足又无所不在的欲求。于是世界本质就是某种无法满足的欲求，所以从逻辑上说，它永不可能被满足。所以如果不能满足的欲求是某种痛苦，那么世界就无法摆脱其痛苦的本质。人们只是永远试图使自己的欲求满足，但这种满足却更加证明和显现了意志本身，这被叔本华认为是世界上最悲哀的事情。所以他认为无论一个人是乐天派还是悲观派，都不能摆脱根本上的痛苦，乐天派只是对现实的躲避，是自我欺骗所造成的假象。所以对悲观主义的怀疑者们只能从叔本华的形而上学上进行争论而不是争论悲观主义本身。
叔本华的这种论调有时候使他被认为是虚无主义者，但事实上叔本华认为生命具有某种意义，虽然它是一种消极的意义。意志本身虽然无法逃避，但意志本身却体现了某种意义。在《作为意志和表象的世界》一书第四部分中，叔本华提供了一种以禁欲主义的方式来找到希望的可能。他认为人只有在摆脱一种强烈的欲望冲动的时候才能获得其根本上的自由，只有打破意志对于行为本身的控制，才能获得某种幸福的可能。但叔本华却又强调这种禁欲主义的行为方式其本身就是一种苦行。

### 论命运
叔本华是一个彻底的宿命论者和决定论者。表象间受到因果律的影响，而表象和意志间没有联系。意志通过某种超因果律的却又基于因果律的法则和表象世界发生关系。发生的一切事情都按照其严格的必然性而发生，我们所感觉到的自由意志仍是处于表象世界的活动，而我们所观察到的任何表象以及人的任何行为都受到意志这样一种神秘的力量的控制。叔本华说：「人能做其所意愿，但不能意愿其所意愿。」（ ）
叔本华的这种决定论受到了两位物理学家爱因斯坦和薛定谔的部份认同，他们都认为这种对自由意志的解释给予了他们莫大的安慰。

### 论死亡
叔本华不赞同自杀，因为自杀行为正是肯定了生命意志本身的显现。同时他也认为死亡并非什么不好的事情，他的论点基于他的形而上学，即一切事物必有其生成的原因。他认为人们对于死亡最大的恐惧在于他们无法想象这样一个事实：我死了，但这个世界却仍然运行着，而这个观点的错误在于人们认为死亡代表了自己的表象归于无。叔本华认为人类的出生和死亡都有其内在的原因，而一切事物的变化都只在于表象之间。出生只是从前一状态转变而来的，所以不是一种无的状态。同样，死亡也不是归于无，而只是以另外一种状态存在于表象世界中。

### 论教育
叔本华认为我们的知识来自于直观感觉对于客体一种直接把握，然后经由抽象思维将它概括为某种概念。因此人们在学习时应该遵循直观知识先于概念知识的顺序。他认为现实中的教育则完全相反，小孩们往往先被灌输许多不曾接触过的概念，只有在他们成年后才能接触到直观知识，这导致了人们的判断力直到很晚才成熟起来。这种观点被他挪用到人际交往中，他认为孩子们只听到那些美好的故事，对真实生活的痛苦却一无所知。这种现象导致了人们随着年纪的增长，知识没有随之有更多的增长，而只是通过直观知识来排除已有的错误概念。

### 论基督敎教義
叔本华有时會被认为是反基督敎者，但他同時實際上是肯定基督敎的内在含义及其本质的。
在《作为意志和表象的世界》第四章“作为意志的世界再论”中，叔本华对其基督敎的教義和其他宗教的教義作了很好的阐明。就其对基督敎的思想看：一方面基督敎典籍带着其荒唐的、无稽的、毫无意义的神话故事出现在世界，千百年来被滥用、扭曲；另一方面，叔本华在論及基督在十字架上捨生一事時，表達了對自愿性地对作为表象存在的世界及自我的扬弃 从而实现了对作为意志的最终回归这一历程的完全肯定与赞扬。
所以说叔本华既是无神论者，也是宗教教義內在含意正確性的完全认同者。

## 影响和评价
叔本华的思想對學術界和文化界影響極為深遠，他所開創的非理性主义思潮不但影響了華格纳、萧伯纳、尼采、托尔斯泰、莫泊桑、维特根斯坦、柏格森、萨特、霍克海默等眾多文人和哲学家，甚至連爱因斯坦、薛丁格、弗洛伊德和榮格等科學家皆受其影響。華格纳和尼采非常崇拜叔本華，華格纳將其歌剧《尼伯龙根的指环》献给叔本华，而尼采甚至稱叔本華為自己的「父親」（法蘭克福學派其中一個代表人物霍克海默亦稱叔本華為自己的「心靈之父」)並撰寫了《作为教育家的叔本华》来纪念他。而莫泊桑亦曾戲称他为「人类历史上最伟大的梦想破坏者」。中國國學大师王国维的思想亦深受叔本华的影响，在其著作《人间词话》中以叔本华的理论评宋词；还曾借助其理论发展了红学，成就颇高。
叔本华是维特根斯坦少年時少数會阅读并且欣赏的哲学家之一，曾一度令他對唯心論著迷；儘管如此，當维特根斯坦後來接觸了數理邏輯和分析哲學奠基人弗雷格的思想後便完全揚棄了叔本華的唯心論，在晚年時甚至把叔本華描述為一個「膚淺」的思想家，並寫下這個評語:「叔本華的思想相當粗淺……真正的深度才剛開始，他就停下來了。」

## 著作

### 主要著作
- 1813年 《论充足理由律的四重根》（Über die vierfache Wurzel des Satzes vom zureichenden Grunde）
- 1816年 《论视觉和颜色》（Über das Sehen und die Farben）
- 1819年 《作为意志和表象的世界》（Die Welt als Wille und Vorstellung）
- 1836年 《论大自然的意志》（Über den Willen in der Natur）
- 1839年 《论意志的自由》（Über die Freiheit des menschlichen Willens）
- 1840年 《论道德的基础》（Über die Grundlage der Moral）
- 1841年 《伦理学的两个基本问题》（ Die beiden Grundprobleme der Ethik ）
- 1851年 《附录与补遗》（Parerga und Paralipomena）

### 出版情况
叔本华生前出版的著作包括1813年的博士论文《充足理由律的四重根》，第二版1847年出版。1816年以德语出版后来叔本华自己又将其翻译成拉丁文的 《论颜色与视觉》。1818年出版的《作为意志和表征的世界》第一版，作为叔本华最重要的著作《作为意志和表征的世界》的第二版在1844年出版。第二版在第一版一卷的基础上扩充为两卷，叔本华对第一卷中的康德哲学批评进行了修订，第二卷增加了五十篇短论作为对第一卷的补充，第三版经过微小修订之后在1859年出版。1836年出版的《论自然中的意志》，第二版1854年出版。1841年出版的《伦理学的两个基本问题》，其中包括1839年的获奖论文“论意志的自由”和1840年的论文“论道德的基础”，第二版1860年出版。1851年出版了两卷本《附录和补遗》，这套书使得叔本华声名远扬，麦金泰尔在《伦理学简史》中对叔本华的描述“对人性的观察是那么出色（远远超出我所说的）”可以在这套书中得到印证。《附录和补遗》第一卷中的“人生智慧录”更是得到了诸如托马斯·曼、托尔斯泰等人备至推崇。
叔本华死后，他的朋友Julius Frauenstädt（1813-1879）在1873年编辑出版了六卷本的叔本华全集，Sämtliche Werke，1873-74 (6 Bände, hrsg. Julius Frauenstädt)，并在1877年出了第二版，这是叔本华的著作第一次以全集形式出现。（关于叔本华全集以及手稿等其他更多情况可参看法兰克福大学叔本华档案馆网站的说明）
作为哲学家、印度学家且曾经跟尼采保持过一段友谊的Paul Deussen在1911年成立了叔本华学会，随后Deussen在1912年创办了《叔本华年鉴》。Deussen主持启动了十六卷本叔本华全集的编辑计划，除去因为二战原因而丢失的三卷手稿之外，该全集在1942年完成十三卷，Schopenhauers Sämtliche Werke (München: Piper-Verlag, 1911–42)。在叔本华全集的众多版本中，1988年出版的由Arthur Hübscher编辑的七卷本叔本华全集第四版，Sämtliche Werke (Mannheim: F. A. Brockhaus, 1988)，被认为是最重要的一个版本，作为标准版本被广泛引用。Hübscher（1897-1985）是一名叔本华专家，他在1937年到1983年一直担任《叔本华年鉴》的主编，并且写作了多部关于叔本华哲学的专著。Hübscher同时也是叔本华的狂热支持者，死后他的墓就在叔本华旁边。Hübscher还编辑了叔本华五卷本遗稿集Der handschriftlicher Nachlaß, Arthur Hübscher (Hrsg.), 5 Bände, (Frankfurt am Main: Kramer, 1966-75)以及书信集Gesammelte Briefe, Arthur Hübscher (Hrsg.), Bonn: Bouvier, 1987)。

### 翻译情况
叔本华著作最早被翻译成英文的是1877年在纽约出版的《论自然中的意志》，根据David Cartwright在他2005年出版的《叔本华哲学历史辞典》中的说法，第一本叔本华著作英译本的译者是谁大家并不清楚。叔本华著作的第二个英译本来自R. B. Haldane和J. Kemp共同翻译的三卷本《作为意志和观念的世界》(London: Trübner, 1883-86)，这是叔本华最重要著作《作为意志和表征的世界》的首个英译本。这也是个稍显奇怪的译本，Haldane和Kemp把德文原为两卷的《作为意志和表征的世界》分为了三卷，把原来作为第一卷附录的康德哲学批判移到了第二卷开头，并把原来第二卷的后一部分移到了第三卷。同时他们把《作为意志和表征的世界》德文标题der Welt als Wille und Vorstellung中的Vorstellung译为观念（idea），根据译者序言里的解释，Vorstellung不译为表征（representation）是因为后者既不准确也不优雅（Neither accurate,intelligible,nor elegant.）。由Mme Karl Hillebrand翻译的《 充足理由律的四重根与论自然中的意志》(London: George Bell and Sons, 1889)继《作为意志和表征的世界》之后在伦敦出版,这是叔本华博士论文的第一个英译本。1890年T. Bailey Saunders翻译了节选自《附录与补遗》的《人生的智慧》和《劝诫与格言》，考虑到众多节选的体例不一，我们下面的讨论不包括各种节选译本。Arthur Brodrick Bullock翻译的《论道德的基础》（ London: Swan Sonnenschein; New York: Macmillan，1903）则是叔本华1840年哥本哈根皇家科学院获奖应征论文的首个英译本。
如果把上面四个译本的出现看做叔本华翻译的第一波浪潮的话，那么第二个浪潮的到来还是相当遥远的，大概四十年以后，E.F.J.Payne（1895-1983）翻译的《论视觉和颜色》（Karachi: The Federation Book-Stall，1942）出版。继Payne之后出版的是Konstantin Kolenda翻译的《 论意志的自由》(Indianapolis: Bobbs-Merrill, 1960)。相比起第一个浪潮来，这第二个浪潮相当大而又影响深远。这种影响基本是被一人独揽的，军人出身后来又跟叔本华全集编辑者Hübscher 成为好朋友的Payne凭一己之力翻译了叔本华的大部分著作。在很长一段时间内，或者说之后的六十年里，Payne翻译的叔本华著作成为了英语国家的标准译本。
Payne的翻译还包括两卷本《作为意志和表征的世界》(New York:Dover, 1958-66) ，在这个译本中Vorstellung被译为表征（representation）；《论道德的基础》(Indianapolis: Bobbs-Merrill, 1965)；两卷本《附录和补遗》(Oxford: Clarendon Press,1974)；《充足理由律的四重根》(La Salle, IL: Open Court, 1974)；四卷本《遗稿》(Oxford: Berg, 1988)，这四卷遗稿中包括了叔本华从大学时代到去世的所有哲学笔记；《论自然中的意志》(New York:Berg, 1992)；《论意志的自由》(Cambridge: Cambridge University Press, 1999)。另外值得一提的是Jill Berman翻译的缩短到一卷的《作为意志和观念的世界》(London: Everyman, 1995) 在1995年出版，如同Haldane和Kemp的译本，Vorstellung被译为观念（idea），这是《作为意志和表征的世界》的第三个英译本。
叔本华翻译的第三波浪潮则开始于2007年，以Richard E. Aquila与David Carus合作翻译的《作为意志和表象的世界》(New York: Pearson/Longman, 2007)第一卷为代表，作为《作为意志和表征的世界》第四个英译本，第二卷在2010年出版，在这个译本中Vorstellung被译为表象（presentation）。另外在2009年，做为六卷本剑桥叔本华著作一种的Christopher Janaway翻译的《伦理学的两个基本问题》(Cambridge: Cambridge University Press, 2009)出版了，Janaway的译本是这两篇论文首次以联合的形式出现在一卷中。而差不多同一时候，David Cartwright和Edward Erdmann的《伦理学的两个基本问题》(Oxford: Oxford University Press, 2010)也由牛津出版。
上面说到“六卷本剑桥叔本华著作”，2009年最先出的一种是《伦理学的两个基本问题》，这个系列中的第二种，由Judith Norman和Alistair Welchman及Christopher Janaway编辑翻译的《作为意志和表征的世界》(Cambridge: Cambridge University Press, 2010)在2010年出版，这是继Aquila之后《作为意志和表征的世界》的第五个英译本，在这个译本中Vorstellung被译为表征（ representation）。剑桥系列之后的一种是2012年出版由David E. Cartwright和Edward E. Erdmann及Christopher Janaway翻译的《充足理由律的四重根及其它》，这卷中不仅包括叔本华博士论文的最新译本，还有《论视觉和颜色》和《论自然中的意志》两书的最新译本。在2014年的3月，该系列的又一新译本《附录和补遗》的第一卷也出版了。

### 引用
1. ↑  . . Northwestern University Press. : 63–88.
2. ↑  Cartwright, David E. . . Cham: Springer International Publishing. 2017: 11–41. ISBN 978-3-319-62946-9.
3. ↑  愛因斯坦, 阿爾伯特. . 张卜天译. 商务印书馆. 2018. ISBN 9787100143288 （中文（中国大陆））.
4. 1 2  叔本华与翻译浪潮，.   [2016年7月7日]. （原始内容存档于2016年9月28日）.

### 书籍
- 叔本华 著，石冲白 译：《作为意志和表象的世界》，商务印书馆 2004年出版。ISBN 7100011663
- 叔本华 著，韦启昌 译：《叔本华论道德与自由》，上海人民出版社 2006出版。ISBN 720805875X
- 叔本华 著，韦启昌 译：《叔本华美学随笔》，上海人民出版社 2004年出版。ISBN 7208051364
- Magee Bryan (1997). The Philosophy of Schopenhauer. Oxford University Press, USA. ISBN 0198237227
- S.Jack Odell (2001). On Schopenhauer. Wadsworth Publishing. ISBN 0534576338
- APP, Urs. Arthur Schopenhauer and China. Sino-Platonic Papers Nr. 200 (April 2010)PDF（8.7 Mb, 164 p.）

### 网页
- http://plato.stanford.edu/entries/schopenhauer/ （页面存档备份，存于）